# Тіло-Леберехт фон Трота
Тіло-Леберехт фон Трота (нім. Thilo-Leberecht von Trotha; 15 вересня 1914, Геттінген — ?)— німецький офіцер, капітан-лейтенант крігсмаріне. Кавалер Німецького хреста в золоті.

## Біографія
Представник давнього саксонського роду спадкових військовиків. В 1933 році вступив на флот. З жовтня 1939 року — 1-й вахтовий офіцер на торпедному катері T8. З 1 квітня по грудень 1941 року — командир свого катера, з січня 1942 по листопад 1943 року — T12, одночасно в травні липні 1943 року — T4, з 28 грудня 1943 року — торпедоносця TA-27. 9 червня 1944 року TA-27 був потоплений внаслідок нальоту винищувачів-бомбардувальників P-47. В квітні-травні 1945 року — 1-й вахтовий офіцер на есмінці Z14.

## Нагороди
- Медаль «За вислугу років у Вермахті» 4-го класу (4 роки)
- Залізний хрест 2-го і 1-го класу
- Нагрудний знак торпедних катерів
- Німецький хрест в золоті (2 грудня 1944)